# 台灣人四百年史
《台灣人四百年史》是一部由台灣獨立運動家史明（本名施朝暉）為喚醒臺灣民族意識所撰寫的通史著作，以人民史观寫成。

## 写作背景
其日文版序中言明其書名不為“台灣史”或“台灣四百年史”，正因自幼從父老口中所得知的傳說與周遭史料、文獻有明顯差異，只有以被殖民統治與勞苦大眾的角度來書寫四百年來台灣發展的歷史，才能寫成本書。史明有感於台獨運動者對台灣歷史的瞭解不夠深入，於是花了三年的時間，在1962年完成了日文版《台灣人四百年史》。其後又花了六年完成《台灣人四百年史》的中文版，英文版亦在1986年出版。1999年對中文版作出增補。2014年全新校訂版出版，由南天書局製作發行。史明說，他寫作當時是希望以殖民地被統治者的立場書寫歷史。

## 评价
《苹果日报》等媒体评价此书，认为此書內容龐大，史明從生產力與生產關係的角度詮釋台灣歷史，並且以長達三分之一的篇幅批評中國國民黨的統治。戒嚴時期一直被中國國民黨政府視為禁書的《台灣人四百年史》是不少人認識台灣歷史的重要來源之一，也被認為是臺灣史的經典之一。
中华民国前總統李登輝在2001年出席史明教育基金會成立大會時表示：「台灣人四百年史」是對自己生長的土地以及文化精神的一種記載，這種精神堪稱台灣人的典範，可謂「史明精神」。被稱為「末代叛亂犯」的獨立台灣會案即受史明與本書所影響。
针对此书，中国社科院台研所助理研究員范忠信表示“我在開始看這本書時，暗自提醒自己：不可因人廢言地把這本書簡單地看成‘台獨’理論典籍，要多注意其中的學術價值。然而結果令我失望。現在如果有人要問我看完這本書後有什麼印象時，我簡直不敢說此書除了‘以台獨理論去修改歷史’之外還有什麼別的特點令人難以忘記。”